# Sumatraanse fluitlijster
De Sumatraanse fluitlijster (Myophonus castaneus) is een zangvogel uit de familie Muscicapidae (vliegenvangers).

## Verspreiding en leefgebied
Deze soort is endemisch op het Indonesische eiland Sumatra.